# Nactus galgajuga
Nactus galgajuga är en ödleart som beskrevs av  Ingram 1978. Nactus galgajuga ingår i släktet Nactus och familjen geckoödlor. Inga underarter finns listade i Catalogue of Life.